# 莱昂内尔·卡曾斯
莱昂内尔·卡曾斯（英語：Lionel Cousens，？—），生于西澳大利亚州，澳大利亚男子射箭运动员。他曾代表澳大利亚参加1964年夏季残疾人奥林匹克运动会射箭比赛，获得一枚银牌。